# Cruel Summer (pjesma Taylor Swift)
"Cruel Summer" je pjesma američke kantautorice Taylor Swift s njezinog sedmog studijskog albuma Lover (2020.). Swift je pjesmu napisala sa St. Vincentom i njegovim producentom Jackom Antonoffom. Pjesma je druga na albumu, a snimljena je u Electric Lady Studios u New Yorku. "Cruel Summer" kombinira synth-pop, industrijski pop i electropop stilove, a u svoju produkciju uključuje sintesajzere. Tekstualno opisuje Swiftino intenzivno i bolno iskustvo kada padne na ljetnu ljubav.
"Cruel Summer" hvalili su kritičari, koji su produkciju hvalili kao dopadljivu i eteričnu. Neki su ga kritičari smatrali vrhuncem albuma i jednom od najboljih Swiftovih pop pjesama. Po izlasku, "Cruel Summer" je debitirao i zauzeo 29. mjesto na američkom Billboard Hot 100. Našao se među 20 najboljih na ljestvicama singlova Malezije, Novog Zelanda i Singapura. Pjesmu su Billboard i Rolling Stone uvrstili na popise za kraj 2019. godine. 
"Cruel Summer" je s vremenom postala omiljena među obožavateljima, a nekolicina novinara postavila je pitanje zašto nikad nije objavljen niti jedan singl. Swift je objasnila da je izbijanje pandemije COVID-19 početkom 2020. poremetilo njezine planove za tu godinu. Godine 2023. krenula je na svoju šestu koncertnu turneju, The Eras Tour, gdje je pjesma redovita na set listi; "Cruel Summer" je počeo doživljavati viralnu popularnost i ponovno se pojavio na raznim ljestvicama, uključujući ponovni ulazak u top 50 regiju Hot 100. Kao rezultat toga, Republic Records će objaviti pjesmu na američkom suvremenom hit radiju 20. lipnja 2023., obilježavajući peti singl s albuma Lover.

## Pozadina
Naslov pjesme bio je "easter egg" (skriveni trag) u spotu "You Need to Calm Down", drugom singlu sa sedmog studijskog albuma Taylor Swift Lover (2019). "Cruel Summer" je pjesma broj dva na popisu pjesama na albumu koji je objavljen 23. kolovoza 2019.
Swift je nazvala pjesmom o "ljetnoj romansi". Prikazuje izazove s kojima se suočavaju pop zvijezde u središtu pozornosti javnosti. Ranjivost teksta pjesme dovela je do usporedbe s "Delicate", petom pjesmom na Swiftinom albumu Reputation iz 2017.
U audio zapisima iz Lover Secret Sessionsa, niza zabava uz preslušavanje albuma čiji je domaćin Swift, objasnila je da:
"Ovu sam pjesmu napisala o osjećaju ljetne romanse i o tome kako često ljetna romansa može biti slojevita sa svim tim osjećajima nesklonosti, a ponekad čak i tajnosti. Bavi se idejom biti u vezi u kojoj postoji neki element očaja i boli, gdje čeznete za nečim što još uvijek nemate, upravo je tu i jednostavno ne možete doći do toga." - Swift.
Billbordov Heran Mamo ocijenio je da se u tekstu pjesme, Swift vidi kako se "hrva s jakim osjećajima". Anna Gaca, pišući za Pitchfork, pjesmu je nazvala "užitkom bez drame" s "magnetskim ružičastim sjajem". The Spinoff je istaknuo da su Swiftini vokali u "Cruel Summer" "najznačajniji za modernu kadencu zemlje".
Kantautorica Olivia Rodrigo ubacila je "Cruel Summer" u svoj singl "Deja Vu" iz 2021. Zbog toga su Swift, Antonoff i St. Vincent zaslužni kao tekstopisci.

## Objavljivanje
"Cruel Summer" je druga pjesma na Lover-u, koja je objavljena 23. kolovoza 2019. preko Republic Recordsa. Pjesma je s vremenom postala omiljena među obožavateljima. Swift je objavila svoj sljedeći studijski album, Folklore, u srpnju 2020., tijekom pandemije COVID-19. Razni kritičari i obožavatelji od tada su dovodili u pitanje Swiftinu odluku da nije objavila "Cruel Summer" kao singl s Lovera, smatrajući ga "savršenim" izborom za singl.
U ožujku 2023. Swift je krenula na turneju The Eras Tour, svoju šestu vodeću koncertnu turneju, kao posvetu svim svojim glazbenim "razdobljima", uključujući Lover. U set-listi, mješavina pjesme "Cruel Summer" i druge pjesme Lovera, "Miss Americana & the Heartbreak Prince", uvodna je izvedba koncerta. "Cruel Summer" je doživio komercijalni preporod nakon svojih izvedbi, a na TikToku je bio viralno korišten. Dana 15. lipnja, mediji su izvijestili da će "Cruel Summer" biti objavljen kao singl za američki suvremeni hit radio, označavajući peti singl s Lover-a. 17. lipnja, na drugom nastupu Eras Toura u Pittsburghu, Pennsylvania, Swift je potvrdila vijest, izjavivši da je namjeravala izdati "Cruel Summer" kao singl 2020. tijekom promotivnog ciklusa za Lover, ali je odustala od plana nakon izbijanje pandemije COVID-19, nakon koje je krenula s izdavanjem Folklorea, skrenula je u svom umjetničkom smjeru zbog izolacije koju je proživjela tijekom zatvaranja koja je inspirirala album.

## Osoblje
Zasluge su prilagođene s usluge Tidal.
- Taylor Swift – vokal, tekstopisac, producent
- Jack Antonoff – producent, tekstopisac, programer, inženjer, bubnjevi, klavijature, vocoder
- St. Vincent – tekstopisac, gitara
- Michael Riddleberger – bubnjevi
- Serban Ghenea – mikser
- John Hanes – miks inženjer
- John Rooney – pomoćni inženjer snimanja
- Laura Sisk – inženjerka snimanja
- Jon Sher – pomoćni inženjer snimanja

## Ljestvice
| Ljestvice (2019)           | Najviša pozicija |
| -------------------------- | ---------------- |
| Australija                 | 22               |
| Češka                      | 84               |
| Irska                      | 20               |
| Kanada                     | 28               |
| Novi Zeland                | 20               |
| Portugal                   | 94               |
| Sjedinjene Američke Države | 29               |
| Slovačka                   | 100              |
| Škotska                    | 70               |
| Ujedinjeno Kraljevstvo     | 27               |

| Ljestvica (2023-2024)      | Najviša pozicija |
| -------------------------- | ---------------- |
| Argentina                  | 64               |
| Australija                 | 1                |
| Austrija                   | 16               |
| Belgija                    | 46               |
| Brazil                     | 54               |
| Češka                      | 4                |
| Finska                     | 14               |
| Francuska                  | 9                |
| Grčka                      | 11               |
| Hrvatska                   | 7                |
| Indija                     | 3                |
| Irska                      | 4                |
| Italija                    | 85               |
| Kanada                     | 1                |
| Latvija                    | 1                |
| Litva                      | 3                |
| Nizozemska                 | 4                |
| Njemačka                   | 1                |
| Norveška                   | 18               |
| Novi Zeland                | 3                |
| Portugal                   | 17               |
| Singapur                   | 1                |
| Sjedinjene Američke Države | 1                |
| Slovačka                   | 4                |
| Španjolska                 | 63               |
| Švedska                    | 13               |
| Ujedinjeno Kraljevstvo     | 1                |